# Johann Friedrich August Olearius

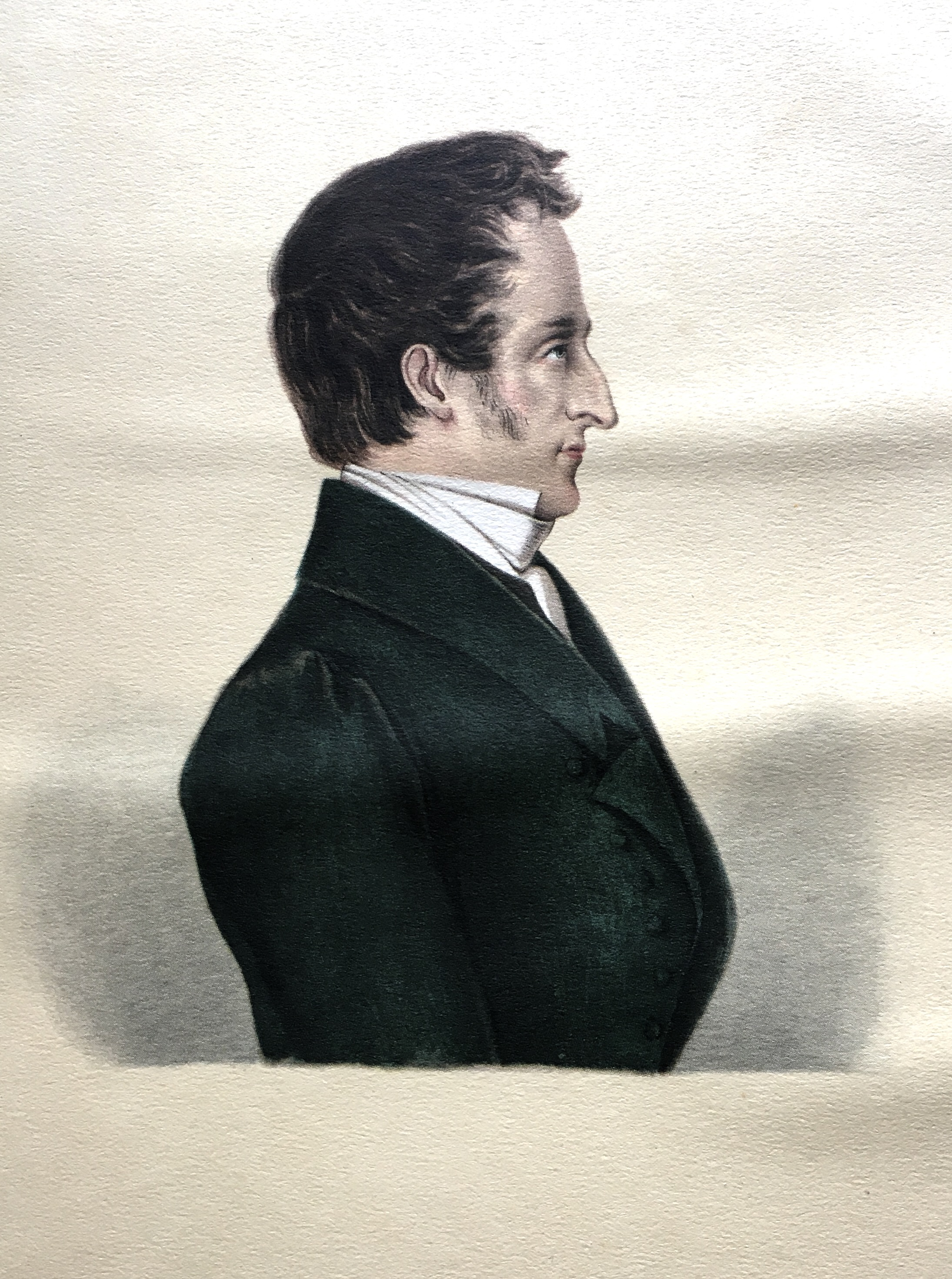
Johann Friedrich August Olearius

Johann Friedrich August Olearius (* 28. Februar 1789 in Magdeburg; † 2. Dezember 1861 in Leipzig) initiierte 1830 die Gründung der Leipziger Lebensversicherung (heute Alte Leipziger Lebensversicherung auf Gegenseitigkeit), der ersten privaten Lebensversicherung in Sachsen.

## Leben
Olearius wurde als Sohn von Maria Wilhelmina Christina geb. Weber (1766–1797) und des Kanzlisten bei der kgl. Kriegs- und Domänenkammer in Magdeburg Johann August Olearius (* 1749 in Sangerhausen) geboren. Sein Vater gehörte zu einer weitverzweigten Gelehrtenfamilie, deren Stammvater der in Wesel geborene Theologe Johann Olearius (eigentl. Coppermann; 1546–1623) war, der seinen Nachnamen aus dem Beruf seines als Ölschläger tätigen Vaters zeittypisch latinisierte.
Olearius erhielt in der Leipziger Firma Schömberg, Weber & Co., deren Teilhaber sein Onkel Friedrich Ernst Weber (1768–1813) war, eine kaufmännische Ausbildung. Anschließend arbeitete er mehrere Jahre in einem Handelshaus in Bordeaux. Nach dem Tod Webers übertrugen ihm die Erben die Leitung des Leipziger Unternehmens, dessen Geschäftstätigkeit nach den Wirrnissen der Leipziger Völkerschlacht geordnet und neu ausgerichtet werden musste.
Mit dem Unternehmen war die Vertretung einer englischen Lebensversicherung verknüpft.
Auf der Suche nach neuen Geschäftsfeldern entdeckten Leipziger Unternehmer die sich entwickelnde Versicherungsbranche für sich. Olearius gründete 1828 mit den Kaufleuten Ludwig von Haugk, Christoph Friedrich Hentschel, Friedrich Wilhelm Lücke, Carl Rostowsky und Wilhelm Seyfferth (1807–1881) in Leipzig die Fluß-Assecuranz-Compagnie. Für den Transport von Massengütern spielte die Flussschifffahrt eine bedeutende Rolle. Unregulierte Flüsse und Treibgut gefährdeten allerdings die Transporte. Um diese finanziell abzusichern, war in Magdeburg bereits 1819 die Wasser-Assecuranz-Compagnie gegründet worden, die jedoch ihr Alleinstellungsmerkmal ausnutzte, um hohe Versicherungsprämien zu erheben. Die von Olearius als Direktor geführte Fluß-Assecuranz-Compagnie bot vorrangig für die Elbe und Saale Versicherungsschutz an. Nachdem sich 1839 die in Dresden bestehende Elbe-Assecuranz Compagnie aufgelöst hatte, wurde 1840 die Leipziger Gesellschaft in die Sächsische Fluß-Assecuranz-Compagnie mit Sitz in Dresden und Leipzig umgewandelt.
1830 ergriff Olearius die Initiative zur Gründung der Leipziger Lebensversicherungs-Anstalt. Zu seinen Mitstreitern gehörten der Senior des Königlich Sächsischen Schöppenstuhls, Johann Ludwig Wilhelm Beck, die Bankiers Christian Gottlob Frege (1778–1855), Carl Leberecht Hammer und Wilhelm Seyfferth (1807–1881), das Mitglied des Leipziger Magistrats Johann Wilhelm Hartz und der Oberhofgerichts- und Konsistorial-Advokat Christian Wilhelm Wiesand.
Der an der Leipziger Universität wirkende Mathematiker und Astronom August Ferdinand Möbius (1790–1868) berechnete die mathematischen Grundlagen der Gesellschaft.
Die Königlich Sächsische Regierung genehmigte am 26. Februar 1830 die Gründungsstatuten. Am 26. März 1830 traten die Gründer als Direktorium zusammen und bestellten Olearius zum fungierenden Direktor. Zudem wurde mit Beginn der Geschäftstätigkeit am 1. Januar 1831 ein Ausschuss von sieben versicherten Mitgliedern berufen. Neben einem Deputierten des Leipziger Magistrats, der die Einhaltung der Statuten zu überwachen hatte, ernannte und verpflichtete der Magistrat einen Revisor, der den Ausschuss bei der Kontrolle des Kassen- und Rechnungswesen unterstützte. Die Gesellschaft bezog zunächst zwei Räume in der Klostergasse, bevor sie 1841 in Barthels Hof umzog. Olearius stand der Gesellschaft bis zu seinem Tod vor.
Am 7. April 1839 wurde mit der Leipzig-Dresdner-Eisenbahn die erste Ferneisenbahn in Deutschland eröffnet. Friedrich List (1789–1846) konnte mit seiner 1833 veröffentlichten Denkschrift „Über ein sächsisches Eisenbahn-System als Grundlage eines allgemeinen deutschen Eisenbahn-Systems und insbesondere über die Anlegung einer Eisenbahn von Leipzig nach Dresden“ Leipziger Großkaufleute und Unternehmer von den Vorteilen der geplanten Eisenbahnverbindung überzeugen. Olearius war neben weiteren Bankiers und Großkaufleuten, darunter Gustav Harkort (1795–1865), Wilhelm Seyfferth (1807–1881), Albert Dufour-Feronce (1798–1861) und Carl Lampe (1804–1889), Mitglied des 1834 errichteten Leipzig-Dresdner-Eisenbahn-Comités. Olearius wurde zum stellvertretenden Vorsitzenden des Gremiums gewählt, das den Bau der ersten deutschen Ferneisenbahn propagierte und wichtige Vorarbeiten leistete. Dem 1835 gewählten Direktorium der Leipzig-Dresdner-Eisenbahn-Compagnie gehörte Olearius nicht mehr an.
Olearius gehörte zum 20 Mitglieder umfassenden Ausschuss der Leipziger Bank, der  auf der ersten Generalversammlung der Aktionäre gewählt wurde. Die 1838 gegründete Leipziger Bank „war die erste moderne Kreditbank Sachsens und entstand in unmittelbarem Zusammenhang mit der Finanzierung des Eisenbahnbaus“.
Olearius, der 1818 das Bürgerrecht erwarb, wurde 1833 in das Gremium der Stadtverordneten gewählt.
Er war ab 1832 Mitglied der 1776 gegründeten bürgerlichen Gesellschaft „Harmonie“.
Am 2. Dezember 1861 starb Olearius nach längerer Krankheit und wurde auf dem Alten Johannisfriedhof in Leipzig beerdigt.

## Familie
Olearius heiratete am 16. Februar 1820 in Leipzig Friederike Wilhelmine (* 30. Mai 1799 in Leipzig; ✝︎ 18. November 1868 in Leipzig), die Tochter seines Onkels Friedrich Ernst Weber (1768–1813) und von Caroline Friederike geb. Schömberg (1776–1850). Der Ehe entstammten vier Kinder. Wilhelmine Cecilie (* 1821) verstarb im Alter von acht Jahren, Friedrich August Hermann (1824–1844) während seines Theologiestudiums. Maria Mathilde (* 1829) heiratete 1853 den Pastor von Großstädteln Dr. Karl Dürbig, dessen Vater Johann Christoph Dürbig (1790–1880) Direktoriumsmitglied der Leipziger Lebensversicherungs-Gesellschaft und der Leipziger Bank war. Die zuletzt geborene Tochter Anna Wilhelmine (* 1831) verstarb früh.